# ألوهية (مفهوم)

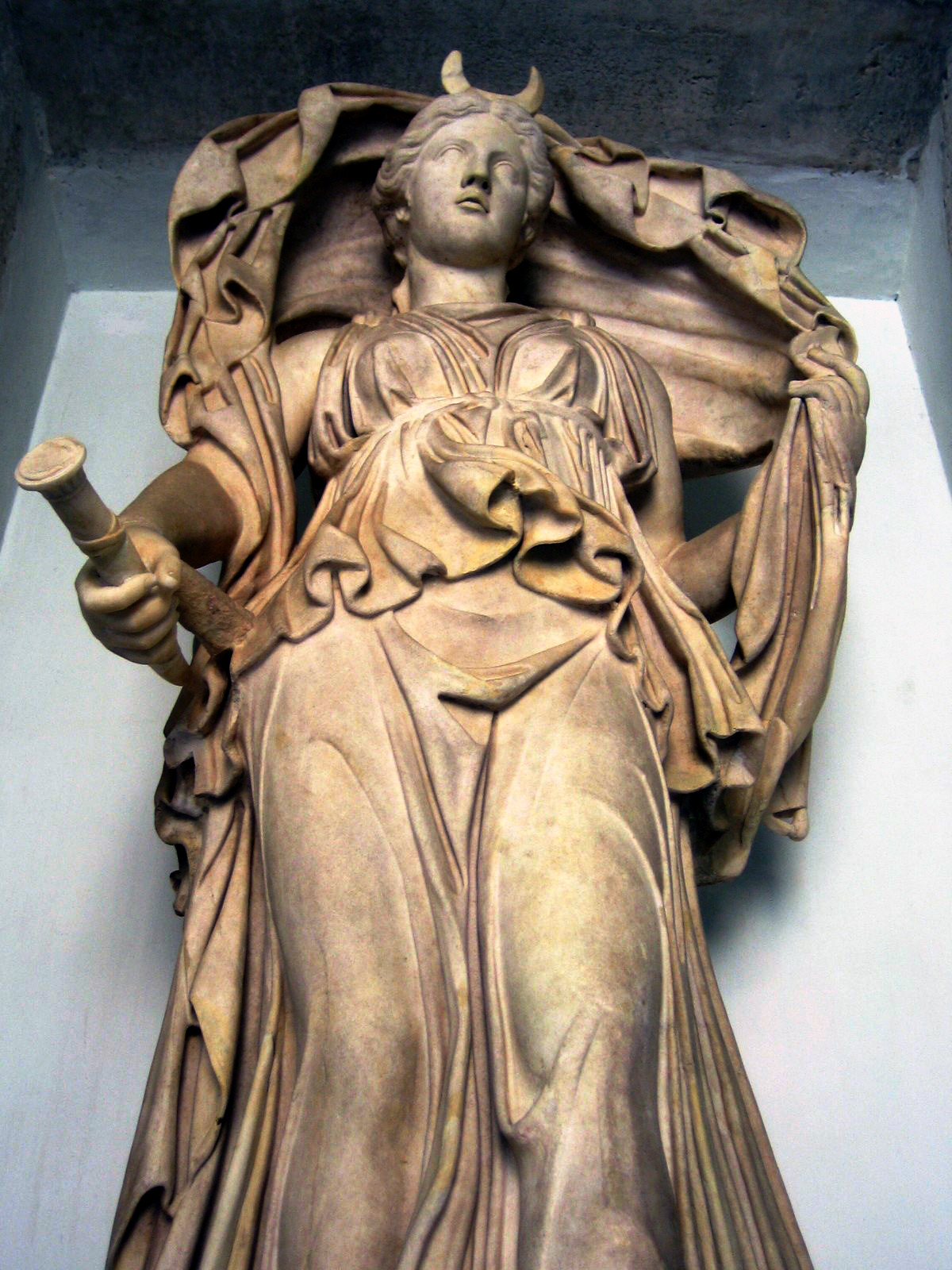

الألوهية أو الإلهية هي أشياء قد تكون مرتبطة، بآلهة أو بالله أو مكرسة لهم، أو منبثقة منهم. ما يكون إلهيًا أو غير إلهي قد يُعرف تعريفًا حرًا، وهذا مستعمل في النظم الإيمانية المختلفة. للكلمة أصول لاتينية وإغريقية وفارسية وسنسكريتية، لكن الاستعمال يختلف كثيرًا حسب المعبود محل النقاش.

## الاستخدام
للألوهية صفةً عاملان مميزان:
- القوة الإلهية أو الطاقات الإلهية: هي سلطات أو قوى شاملة تتجاوز القدرات البشرية.
- الألوهية التي تنطبق على البشر، أو صفات الأفراد الذين يُعدون أن لهم قدرة خاصة أو علاقة خاصة بالإله.

يحدث تداخل بين هذه العادات الدارجة لأن الآلهة أو الكيانات الإلهية غالبًا تتطابق مع السلطات المرتبطة بها. في العديد من الحالات، الإله بكل بساطة هو طاقة أو قوة مجسدة، وهذه الطاقات أو القوى قد تُمنح إلى الأفراد الفانين. مثلًا، يرتبط يهوه ارتباطًا وثيقًا بالعواصف والرعد في العهد القديم. يقال عنه إنه يتكلم مع الرعد، ويُرى الرعد بأنه من غضبه. هذه القوة ممتدة إلى الأنبياء مثل موسى وصموئيل، اللذان سببا عواصف لينزلاها على أعدائهما. تحمل الألوهية دائمًا دلالات ربوبية على الخير والجمال والإحسان والعدالة وغيرها من الخصال الإيمانية المؤيدة للمجتمع. وفي ديانة التوحيد، مجموعة متكافئة من الكائنات المؤذية والخارقة للطبيعة والقوى مثل الجن والشياطين والعفاريت، التي لا يُشار إليها تقليديًا بأنها إلهية، ويُستعمل عوضًا عنها لفظ شيطانية. لا يملك معتقد وحدة الوجود ومعتقد الشرك تميزًا كهذا، الآلهة وباقي الكائنات ذات الطاقات الفائقة أحيانًا لديها دوافع معقدة ومنحطة، أو حتى غير منطقية لأفعالهم. لاستعمال مفردات مثل شيطاني في ديانة التوحيد معنىً مناقضًا للألوهية، مع إنها في الواقع مشتقة من كلمة إغريقية تترجم بحد ذاتها أنها الألوهية.
للألوهية أو الإلهية في الخطاب الديني 3 استخدامات مميزة:

### الوجود
في ديانة التوحيد، غالبًا ما تُستخدم كلمة ألوهية للإشارة إلى الله الواحد بهذا الإيمان. وغالبًا ما تتصل الكلمة بأداة التعريف وتُكتب بأحرف كبيرة، كما لو كانت اسمًا لطقس ديني خاص أو تشريف نهائي. ويمكن استخدام كلمة الإلهية المكتوبة بحروف كبيرة، صفةً للإشارة إلى مظاهر الألوهية أو قواها، مثل التنعم في الوجود الإلهي.
تُستخدم أحيانًا مصطلحات الألوهية والإلهية مكتوبةً بأحرف صغيرة، وتفتقر إلى أداة التعريف، للإشارة إلى إله أو كائنات وكيانات أخرى، تفتقر إلى الألوهية المطلقة لكنها تقع خارج عالم الإنسان.

### السلطة أو القوى الإلهية
في القوة الإلهية أو السلطة الإلهية، كما سبق أن أشرنا، ترتبط الآلهة ارتباطًا وثيقًا بالقوة أو السلطة السامية المنسوبة إليها، لدرجة أن في بعض الحالات يمكن التذرع بالصلاحيات أو القوى ذاتها مستقلةً. وهذا يقود إلى الاستعمال الثاني -الأقل شيوعًا- لكلمة الإلهية، للإشارة إلى عمل القوة الفائقة في العالم.
في أكثر أشكالها، ينطوي عمل القوة الفائقة على نوع التدخل الإلهي. في المعتقدات الشاملة ومتعددة الآلهة فذلك يعني عادةً أن يتدخل مباشرةً إله أو آخر في مسار الأحداث البشرية. في الأسطورة اليونانية، مثلًا، كان بوسيدون -إله البحر- هو من أثار العواصف التي جرفت سفينة أوديسيوس عن مسارها في أثناء رحلة عودته. وتعتقد التقاليد اليابانية أن الرياح التي أرسلها الله أنقذتهم من الغزو المغولي. وكثيرًا ما تُقدم الصلوات أو الدعوات لآلهة معينة من وحدة الوجود للحصول على تدخلات إيجابية في مشاريع معينة، مثل الرحلات الآمنة، أو الانتصار في الحرب، أو وفرة المحاصيل. تؤمن العديد من الأديان، مثل الأديان اليابانية والصينية ومنطقة بحر الكاريبي والأمريكيين الأصليين، أن الآلهة الموروثة أو المنزلية توفر الحماية والبركات اليومية. وفي الديانات التوحيدية، قد يتخذ التدخل الإلهي أشكالًا مباشرة جدًا: المعجزات، أو الرؤى، أو شفاعات الشخصيات المباركة.
كذلك تعمل القوة أو القوى الفائقة من خلال مسارات أدق وغير مباشرة. تساند الديانات التوحيدية عمومًا بعض أنواع العناية الإلهية، التي تعترف بأن ألوهية الإيمان لها خطة عميقة لكنها مجهولة تُكتشف دائمًا في العالم. وكثيرًا ما تُفسر أحداث غير متوقعة، أو مدمرة، أو ظالمة أنها نتيجة تدخل الإله. مثلًا كلمة إن شاء الله في الإسلام أو أن الله يعمل بطرق لا نعرفها، في المسيحية. وكثيرًا ما تحمل مثل هذه الأديان إمكانية الانتقام الإلهي أيضًا، إذ سيُنزل الإله الشرور بشكل غير متوقع لتحقيق العدالة من خلال الأعمال التقليدية في العالم، من الإصلاح الخفي للأخطاء الشخصية البسيطة إلى الخراب الكبير مثل تدمير سدوم وعمورة، أو الطوفان العظيم في الكتاب المقدس. الأديان الأخرى أدق: مذهب الكارما المشترك بين البوذية والهندوسية هو قانون إلهي مشابه للعقاب الإلهي لكن دون دلالات على العقاب، أفعالنا، سواء كانت جيدة أو سيئة، مقصودة أو غير مقصودة، تنعكس علينا جزءًا من العمل الطبيعي للكون. تقترح الطاوية الفلسفية أيضًا مبدأً فعالًا فائقًا يُترجم في الإنكليزية إلى تاو أو داو، بمعنى «الطريق»، وهو ليس كيانًا أو كائنًا في ذاته، لكنه يعكس العملية الطبيعية المستمرة للعالم. وغالبًا ما يستخدم التصوف الغربي الحديث وفلسفة العصر الجديد مصطلح الإلهي اسمًا بهذا المعنى. مبدأ أو كائن غير محدد يخلق العالم، ويمثل مصدرًا أو منبعًا الحياة. في هذه الحالة لا تشجع الأديان على الاحترام كما يحدث في ديانة التوحيد، بدلًا من ذلك يقترح كل منها مسارًا للعمل يجعل الممارس متوافقًا مع القانون الإلهي: أهيمس «لا ضرر» للأديان البوذية والهندوسية، تي أو دي «العمل الفاضل» في الطاوية، وأي من ممارسات السلام والمحبة العديدة في تفكير العصر الجديد.

### البشر
في الاستخدام الثالث، امتدادات الإلهية والقوة الإلهية للأفراد أو الأحياء، والفانين. من المعروف أن الزعماء السياسيين زعموا وجود إله حقيقي في بعض المجتمعات المبكرة، إذ إن صفة الفراعنة المصرية القديمة كانت القضية الرئيسية، فزعموا أنهم آلهة وأن لهم مكانة وقوى فوق الطبيعة البشرية. في شكل أكثر شيوعًا وأكثر صلة بالتاريخ الحديث، حصل القادة على شكل من أشكال الوصاية الإلهية، مقترحًا أن دورهم هو بالتوافق مع مشيئة الرب. قُدمت عقيدة الحق الإلهي للملوك في أواخر القرن السابع عشر، فارضةً بأن يحكم الملوك بأمر إلهي، حكم الأباطرة اليابانيون بالوصاية الإلهية حتى الدستور الياباني بعد الحرب العالمية الثانية.
وبتطرق أقل إلى السياسة، فإن أكثر الأديان لديها عدد من الناس يؤمنون بأنهم قد مستهم القوى الإلهية. القديسين، الأنبياء، الأبطال، الوحي، الشهداء، والكائنات المستنيرة، وغيرها. قيل إن القديس فرنسيس الأسيزي، في الكاثوليكية، تسلم تعليمات مباشرة من الرب وأنه يضمن الغفران الكامل لكل من اعترفوا بخطاياهم وذنوبهم ويزورون كنيسته في اليوم المناسب. في الأساطير اليونانية، غسلت أم أخيل ابنها في نهر ستيكس لمنحه الخلود، وورث هرقل، بوصفه ابنًا لزيوس، قوى شبيه بالإلهية. وفي الديانة الطاوية، يُبجل لاوتسو مقدسًا لديه قدراته الخاصة. يعد العديد من الأفراد في الديانة البوذية، بدءًا من سيد هارثا، مستنيرين، وفي الأشكال الدينية للبوذية يُنسب إليهم الفضل في القوى الإلهية. قيل للمسيح في الإنجيل إنه ابن الله وإنه صنع المعجزات الإلهية.
عمومًا يُميَّز البشر ذوو الصفات الإلهية بعناية عن الآلهة في البانتيون أو الهيكل الخاص بآلهتهم. حتى الديانة المسيحية، التي تعد عمومًا المسيح مطابقًا لله، تميز بين الله الأب والمسيح الابن. ومع ذلك، هناك مدارس فكرية باطنية وصوفية معينة، موجودة في العديد من الأديان، الصوفيون في الإسلام، والغنوصيون في المسيحية، الهندوس الأفاديتانيون، البوذيون، والعديد من وجهات النظر غير المحددة التي طُورت في فلسفة العصر الجديد، تنص على أن جميع البشر في أساسهم الإلهي، متحدون مع الآلهة بطريقة مهمة. هذه الألوهية، في هذه الأديان، ستعبر عن نفسها طبيعيًا إذا لم تعوقها العوالم الاجتماعية والمادية التي نعيش فيها، ويجب إبرازها عبر الممارسات الروحية المناسبة.                             